# Associazione Calcio Perugia 1968-1969
Questa voce raccoglie le informazioni riguardanti l'Associazione Calcio Perugia nelle competizioni ufficiali della stagione 1968-1969.

## Stagione

Il neoacquisto Elio Vanara

Dopo la sofferta salvezza ottenuta nella stagione del ritorno in cadetteria (ottenuta grazie alla vittoria negli spareggi a doppio turno), la nuova annata in Serie B del Perugia vide la squadra migliorare notevolmente il piazzamento in classifica, terminando la stagione a un tranquillo ottavo posto finale.
Il campionato segnalò inoltre il primo derby dell'Umbria giocatosi in questa categoria, per via della Ternana neopromossa: nel girone d'andata, la sfida del 24 novembre 1968 al Liberati di Terni si concluse sull'1-1, mentre nel match di ritorno del 13 aprile 1969 i biancorossi superarono al Santa Giuliana gli storici rivali per 2-0.
L'esperienza dei gifoni in Coppa Italia si fermò invece, come prassi del tempo, al primo turno.

## Divise
Nella stagione 1968-1969 il Perugia sfoggiò come prima divisa una tradizionale maglia rossa, con colletto e bordini delle maniche bianchi. Pantaloncini e calzettoni erano, come da tradizione, rispettivamente bianchi e rossi, con questi ultimi che presentavano nel dettaglio delle righe bianche ornamentali nella parte alta.
La seconda casacca presentava lo stesso stile, ma a colori invertiti. Il classico grifo era cucito come consuetudine sulla parte sinistra delle maglie, all'altezza del cuore.
| Casa | Trasferta |

## Rosa
| N. |                   | Ruolo | Calciatore                     |
| -- | ----------------- | ----- | ------------------------------ |
|    | Italia (bandiera) | P     | Franco Cacciatori              |
|    | Italia (bandiera) | P     | Giuseppe Valsecchi             |
|    | Italia (bandiera) | D     | Carlo Azzali (capitano)        |
|    | Italia (bandiera) | D     | Stefano Marcucci               |
|    | Italia (bandiera) | D     | Gennaro Olivieri               |
|    | Italia (bandiera) | D     | Rocco Panio                    |
|    | Italia (bandiera) | D     | Luigi Polentes                 |
|    | Italia (bandiera) | D     | Elio Vanara                    |
|    | Italia (bandiera) | C     | Bruno Bacchetta                |
|    | Italia (bandiera) | C     | Vasco Dugini                   |
|    | Italia (bandiera) | C     | Luigi Mainardi (vice capitano) |

| N. |                   | Ruolo | Calciatore       |
| -- | ----------------- | ----- | ---------------- |
|    | Italia (bandiera) | C     | Bruno Mazzia     |
|    | Italia (bandiera) | C     | Bruno Piccioni   |
|    | Italia (bandiera) | A     | Costantino Fava  |
|    | Italia (bandiera) | A     | Paolo Ferrario   |
|    | Italia (bandiera) | A     | Angelo Montenovo |
|    | Italia (bandiera) | P     | Francesco Cenci  |
|    | Italia (bandiera) | C     | Carlo Ferrari    |
|    | Italia (bandiera) | C     | Rinaldo Frezza   |
|    | Italia (bandiera) | A     | Mario Garri      |
|    | Italia (bandiera) | C     | Francesco Rubino |

## Risultati

### Campionato

#### Girone di andata
| 23 gennaio 1968 1ª giornata | Livorno | 1 – 1 | Perugia |  |

| 6 ottobre 1968 2ª giornata | Perugia | 0 – 0 | Catania |  |

| 13 ottobre 1968 3ª giornata | Genoa | 1 – 0 | Perugia |  |

| 23 dicembre 1951 4ª giornata | Perugia | 1 – 0 | Monza |  |

| 3 novembre 1968 5ª giornata | Padova | 0 – 0 | Perugia |  |

| 10 novembre 1968 6ª giornata | Perugia | 0 – 0 | Reggina |  |

| 17 novembre 1968 7ª giornata | Perugia | 0 – 0 | Foggia & Incedit |  |

| 24 novembre 1968 8ª giornata | Ternana | 1 – 1 | Perugia |  |

| 1º dicembre 1968 9ª giornata | Perugia | 1 – 0 | Cesena |  |

| 8 dicembre 1968 10ª giornata | Lazio | 1 – 1 | Perugia |  |

| 15 dicembre 1968 11ª giornata | Perugia | 0 – 0 | Modena |  |

| 15 dicembre 1968 12ª giornata | Brescia | 1 – 0 | Perugia |  |

| 29 dicembre 1968 13ª giornata | Perugia | 2 – 2 | Bari |  |

| 5 gennaio 1969 14ª giornata | Catanzaro | 0 – 0 | Perugia |  |

| 12 gennaio 1969 15ª giornata | Perugia | 1 – 1 | Reggiana |  |

| 19 gennaio 1969 16ª giornata | Como | 1 – 0 | Perugia |  |

| 24 novembre 1996 17ª giornata | Perugia | 1 – 1 | SPAL |  |

| 9 dicembre 1945 18ª giornata | Perugia | 1 – 1 | Mantova |  |

| 9 febbraio 1969 19ª giornata | Lecco | 0 – 0 | Perugia |  |

#### Girone di ritorno
| 16 febbraio 1969 20ª giornata | Perugia | 3 – 0 | Livorno |  |

| 23 febbraio 1969 21ª giornata | Catania | 1 – 0 | Perugia |  |

| 2 marzo 1969 22ª giornata | Perugia | 1 – 1 | Genoa |  |

| 9 marzo 1969 23ª giornata | Monza | 0 – 0 | Perugia |  |

| 16 marzo 1969 24ª giornata | Perugia | 2 – 0 | Padova |  |

| 23 marzo 1969 25ª giornata | Reggina | 0 – 0 | Perugia |  |

| 30 marzo 1969 26ª giornata | Foggia | 1 – 0 | Perugia |  |

| 13 aprile 1969 27ª giornata | Perugia | 2 – 0 | Ternana |  |

| 20 aprile 1969 28ª giornata | Cesena | 2 – 1 | Perugia |  |

| 27 aprile 1969 29ª giornata | Perugia | 1 – 1 | Lazio |  |

| 4 maggio 1969 30ª giornata | Modena | 0 – 0 | Perugia |  |

| 11 maggio 1969 31ª giornata | Perugia | 2 – 0 | Brescia |  |

| 15 maggio 1969 32ª giornata | Bari | 2 – 0 | Perugia |  |

| 18 maggio 1969 33ª giornata | Perugia | 3 – 0 | Catanzaro |  |

| 25 maggio 1969 34ª giornata | Reggiana | 3 – 0 | Perugia |  |

| 1º giugno 1969 35ª giornata | Perugia | 0 – 0 | Como |  |

| 8 giugno 1969 36ª giornata | SPAL | 2 – 1 | Perugia |  |

| 15 giugno 1969 37ª giornata | Mantova | 0 – 1 | Perugia |  |

| 22 giugno 1969 38ª giornata | Perugia | 4 – 2 | Lecco |  |

## Statistiche

### Statistiche di squadra
| Competizione | Punti | In casa | In casa | In casa | In casa | In casa | In casa | In trasferta | In trasferta | In trasferta | In trasferta | In trasferta | In trasferta | Totale | Totale | Totale | Totale | Totale | Totale | DR |
| Competizione | Punti | G       | V       | N       | P       | Gf      | Gs      | G            | V            | N            | P            | Gf           | Gs           | G      | V      | N      | P      | Gf     | Gs     | DR |
| ------------ | ----- | ------- | ------- | ------- | ------- | ------- | ------- | ------------ | ------------ | ------------ | ------------ | ------------ | ------------ | ------ | ------ | ------ | ------ | ------ | ------ | -- |
| Serie B      | 38    | ?       | ?       | ?       | ?       | ?       | ?       | ?            | ?            | ?            | ?            | ?            | ?            | 38     | 9      | 20     | 9      | 31     | 26     | +5 |
| Coppa Italia | -     | 2       | 0       | 1       | 1       | 1       | 2       | 1            | 0            | 0            | 1            | 0            | 1            | 3      | 0      | 1      | 2      | 1      | 3      | -2 |
| Totale       | -     | ?       | ?       | ?       | ?       | ?       | ?       | ?            | ?            | ?            | ?            | ?            | ?            | 41     | 9      | 20     | 11     | 32     | 29     | +3 |

### Statistiche dei giocatori
| Giocatore     | Serie B  | Serie B | Serie B     | Serie B    | Coppa Italia | Coppa Italia | Coppa Italia | Coppa Italia | Totale   | Totale | Totale      | Totale     |
| Giocatore     | Presenze | Reti    | Ammonizioni | Espulsioni | Presenze     | Reti         | Ammonizioni  | Espulsioni   | Presenze | Reti   | Ammonizioni | Espulsioni |
| ------------- | -------- | ------- | ----------- | ---------- | ------------ | ------------ | ------------ | ------------ | -------- | ------ | ----------- | ---------- |
| C. Azzali     | 12       | 0       | ?           | ?          | ?            | ?            | ?            | ?            | ?        | ?      | ?           | ?          |
| B. Bacchetta  | 32       | 1       | ?           | ?          | ?            | ?            | ?            | ?            | ?        | ?      | ?           | ?          |
| F. Cacciatori | 12       | -       | ?           | ?          | ?            | -            | ?            | ?            | ?        | -      | ?           | ?          |
| F. Cenci      | 1        | 0       | ?           | ?          | ?            | ?            | ?            | ?            | ?        | ?      | ?           | ?          |
| V. Dugini     | 31       | 4       | ?           | ?          | ?            | ?            | ?            | ?            | ?        | ?      | ?           | ?          |
| C. Fava       | 30       | 5       | ?           | ?          | ?            | ?            | ?            | ?            | ?        | ?      | ?           | ?          |
| C. Ferrari    | 1        | 0       | ?           | ?          | ?            | ?            | ?            | ?            | ?        | ?      | ?           | ?          |
| P. Ferrario   | 21       | 6       | ?           | ?          | ?            | ?            | ?            | ?            | ?        | ?      | ?           | ?          |
| R. Frezza     | 9        | 0       | ?           | ?          | ?            | ?            | ?            | ?            | ?        | ?      | ?           | ?          |
| M. Garri      | 11       | 0       | ?           | ?          | ?            | ?            | ?            | ?            | ?        | ?      | ?           | ?          |
| L. Mainardi   | 18       | 1       | ?           | ?          | ?            | ?            | ?            | ?            | ?        | ?      | ?           | ?          |
| S. Marcucci   | 21       | 1       | ?           | ?          | ?            | ?            | ?            | ?            | ?        | ?      | ?           | ?          |
| B. Mazzia     | 22       | 2       | ?           | ?          | ?            | ?            | ?            | ?            | ?        | ?      | ?           | ?          |
| A. Montenovo  | 21       | 3       | ?           | ?          | ?            | ?            | ?            | ?            | ?        | ?      | ?           | ?          |
| G. Olivieri   | 28       | 0       | ?           | ?          | ?            | ?            | ?            | ?            | ?        | ?      | ?           | ?          |
| R. Panio      | 34       | 0       | ?           | ?          | ?            | ?            | ?            | ?            | ?        | ?      | ?           | ?          |
| B. Piccioni   | 30       | 4       | ?           | ?          | ?            | ?            | ?            | ?            | ?        | ?      | ?           | ?          |
| L. Polentes   | 35       | 0       | ?           | ?          | ?            | ?            | ?            | ?            | ?        | ?      | ?           | ?          |
| F. Rubino     | 15       | 3       | ?           | ?          | ?            | ?            | ?            | ?            | ?        | ?      | ?           | ?          |
| G. Valsecchi  | 27       | -       | ?           | ?          | ?            | -            | ?            | ?            | ?        | -      | ?           | ?          |
| E. Vanara     | 30       | 0       | ?           | ?          | ?            | ?            | ?            | ?            | ?        | ?      | ?           | ?          |